# Léon Bloy
Léon Henri Marie Bloy (Périgueux, 11 de Julho de 1846 - Bourg-la-Reine, 3 de Novembro de 1917) foi um escritor francês.
Conhecido por seu romance Le Désespéré, foi também um famoso polemista.

## Biografia
Léon Bloy foi o segundo de sete filhos de Jean-Baptiste Bloy, um funcionário público e maçom, e Anne-Marie Carreau, uma católica fervorosa.
Após um fraco desempenho na escola secundária de Périgueux, seu pai assume sua formação, direcionando-o à arquitetura. Bloy começa a escrever um diário, faz sua primeira tentativa literária ao compor uma tragédia, Lucrèce, e afasta-se da religião. Em 1864 seu pai lhe arruma um emprego em Paris, no escritório do arquiteto-chefe da Companhia Ferroviária de Orleans. Um empregado medíocre, Bloy sonha em se tornar um pintor e se matricula na Escola Nacional de Belas Artes. Ele escreve seus primeiros artigos, mas não os publica, e frequenta os círculos do socialismo revolucionário e do anticlericalismo.

### Encontro com Barbey d'Aurevilly
Em Dezembro de 1868, Léon Bloy conhece o escritor Jules Amédée Barbey d'Aurevilly, que o influencia a voltar às suas raízes católicas e a se aproximar das correntes tradicionalistas. 
Em 1870 participou das operações do exército de Loire e foi reconhecido por sua bravura. Desmobilizado, voltou a Périgueux em abril de 1871. Sua participação na guerra inspirou Sueur de sang, publicado em 1893.
Voltou a Paris em 1873, onde, por recomendação de Barbey d'Aurevilly, entrou para L'Univers, um grande jornal católico liderado por Louis Veuillot. Em pouco tempo, por causa de sua intransigência religiosa e sua agressividade, ele se desentende com Veuillot e deixa o jornal em Junho de 1874. Trabalhou então como copista em um escritório de registros, ao mesmo em que era secretário voluntário de Barbey d'Aurevilly.
Em 1875, ele tentou, sem sucesso, publicar seu primeiro texto, La Méduse Astruc , em homenagem ao seu protetor. Também sem sucesso tentou publicar La Chevalière de la mort , um estudo poético-místico sobre Maria Antonieta. 

### Anne-Marie Roulé
Sua vida muda novamente em 1877. Ele perde seus pais, faz um retiro em Soligny (primeiro de uma série de tentativas fracassadas de entrar na vida monástica) e conhece Anne-Marie Roulé, uma prostituta a quem ele ajuda e converte, em 1878. Rapidamente, a paixão que Bloy e a jovem vivem se transforma em uma aventura mística, acompanhada de visões, pressentimentos apocalípticos e uma miséria absoluta.
É neste contexto que Bloy encontra o padre Tardif de Moidrey, que o apresenta à exegese simbólica durante uma estadia em La Salette, antes de vir a falecer subitamente.
No início de 1882, Anne-Marie começou a dar sinais de loucura; ela finalmente foi internada em junho no Hospital Sainte-Anne em Paris, algo que o afeta profundamente.
Em fevereiro de 1884 publica seu primeiro livro: Le Révélateur du Globe. Em maio publica uma compilação de artigos intitulada Propos d'un entrepreneur de démolitions. Ambos os livros recebem pouca atenção. 

### Le Désespéré
Em 1886 conclui sua principal obra, Le Désespéré, inspirada em grande parte em seu relacionamento com Anne-Marie Roulé. Devido ao receio da editora, o romance só é publicado em 1887, e tal qual seus livros anteriores, é praticamente ignorado.
Bloy inicia a escrita de um novo romance, La Femme pauvre. A escrita do livro é interrompida e ele se dedica a escrever uma série de artigos.
A morte Barbey d'Aurevilly em abril de 1889 também o afeta profundamente. No final de 1889, conhece Johanne Charlotte Molbech, filha do poeta dinamarquês Christian Frederik Molbech, nascida em 1859. A jovem se converte ao catolicismo em março do ano seguinte e se casa com Bloy em maio. Viajam para a Dinamarca no início de 1891 e Bloy então se torna um conferencista. Sua filha Véronique nasce em abril, em Copenhague. Voltam a Paris em setembro. Em 1894 nasce o segundo filho, André, em 1895 Pierre e em 1897 Madeleine.

### La Femme pauvreeLe Mendiant ingrat
Bloy se afasta da maioria de seus antigos amigos e mantém seu diário. Publica em 1892 Le Salut par les Juifs.
Sua situação material permanece precária, e ele se muda para os subúrbios de Paris, em Antony.
O ano de 1895 é particularmente doloroso para Bloy: perde seus dois filhos, André e Pierre.
Ele retoma a escrita de La Femme pauvre, que é publicado em 1897. Como Le Désespéré, o livro tem forte inspiração autobiográfica e recebe pouca atenção.
Em 1898, ele publicou a primeira parte de seu diário, sob o título Le Mendiant ingrat, que também é um fracasso. Entre 1899 e 1900 Bloy volta a residir na Dinamarca.

### Últimos anos
Retorna a Paris e continua a publicação de seus diários: Mon Journal (1904), Quatre ans de captivité à Cochons-sur-Marne (1905), L'Invendable (1909), Le Vieux de la Montagne (1911) e Le Pèlerin de l'Absolu (1914).
Faleceu em 1917 em decorrência de uma crise de uremia.

## Estilo
Léon Bloy é lembrado como um polemista. Seu estilo hiperbólico e agressivo explica em grande parte seu fracasso, mas dá a sua obra um brilho, força e humor únicos. Por tudo isso, a inspiração de Bloy é acima de tudo religiosa, marcada pela busca de um absoluto oculto além das aparências históricas.